# Сирен середній
Сирен середній (Siren intermedia) — вид земноводних з роду Сирен родини Сиренові.

## Опис
Загальна довжина досягає 35—68 см. Голова витягнута. Тулуб довгий вугреподібний з рудиментарними передніми чотирипалими короткими лапами. Має по 3 пари невеликих зябер. Голова та зябра червонуваті. Забарвлення коливається від оливково-зеленого до темно-коричневого кольору зі світлішим черевом, з чорними і яскравими плямами.

## Спосіб життя
Полюбляє ставки, озера, стариці, зрошувальні канали і болота. Активний уночі. Часто ховається у мулі. Перебуває майже весь час у воді. Харчується тритонами, амбістомами, пуголовками, ракоподібними, равликами, личинками комах і круглими хробаками.
Статева зрілість настає у 3—4 роки. Самець під час шлюбного періоду здатен видавати гучні звуки на кшталт клацання. Самиця відкладає ікру на різні водні рослини. відкладається до 300 яєць. За рік буває декілька кладок. Личинки з'являються через 1,5—2 місяці.
Тривалість життя до 7 років.

## Розповсюдження
Мешкає у США: штатах Вірджинія, Північна Кароліна, Південна Кароліна, Джорджія, Флорида, Алабама, Міссісіпі, Луїзіана, Арканзас, Техас, Оклахома, Теннессі, Кентуккі, Міссурі, Іллінойс, Індіана, Огайо і Мічиган; а також у Мексиці — штати Тамауліпас і Веракрус.